# Jarjisa
Jirjiseh (tiếng Ả Rập: جرجيسي, đã Latinh hoá: Jerjeeseh, tiếng Thổ Nhĩ Kỳ: Circisi)  hay Jarjisa (tiếng Ả Rập: جرجيسا, đã Latinh hoá: Jarjeesa) là một ngôi làng ở phía tây bắc Syria, một phần hành chính của Tỉnh Hama, phía tây nam Hama. Nó nằm trên bờ phía đông của sông Orontes, biên giới giữa các thống đốc của Hama và Homs. Các địa phương lân cận bao gồm Tumin ở phía đông, al-Rastan ở phía đông nam, Kafr Nan ở phía tây nam, Hirbnafsah ở phía tây, Deir al-Fardis ở phía tây bắc và al-Biyah ở phía bắc. Theo Cục Thống kê Trung ương, Jarjisa có dân số 4.352 trong cuộc điều tra dân số năm 2004. Cư dân của nó chủ yếu là người Hồi giáo Turkmen Sunni.

## Lịch sử
Cư dân của nó vào năm 1838 đã được ghi nhận là người Hồi giáo.